# 临沂号导弹护卫舰
“临沂”号导弹护卫舰（舷号547）简称“临沂”舰，是中国人民解放军海军第十二艘054A型导弹护卫舰，可以单独或者协同海军其他兵力攻击敌水面舰艇及潜艇，具有较强的远程警戒和防空作战能力。临沂舰由黄埔造船厂开工建造，于2011年12月下水，2012年12月22日入列，服役于北海舰队驱逐舰第一支队。舰名取自山东省临沂市，其入列命名授旗仪式于2012年12月22日举行。

## 历史
2013年5月25日，“临沂”号导弹护卫舰、“青岛”号导弹驱逐舰和“洪泽湖”号综合补给舰组成远海训练编队由驶离青岛市某军港，赴西太平洋等海域进行远海训练。编队先后穿越黄海、东海、宫古海峡等海域，先后进行了舰艇编组对抗、对潜对空防御、直升机引导下超视距导弹攻击等多科目实战演练，临沂舰在训练中首次进行了大洋补给。在完成训练后经大隅海峡返航，共历时17天，总航程5000余海里。临沂舰等于6月10日下午返抵青岛市某军港。
2013年8月20日，“临沂”号导弹护卫舰、“青岛”号导弹驱逐舰及“洪泽湖”号综合补给舰组成的北海舰队舰艇编队从青岛市某军港起航，出访美国、澳大利亚、新西兰三国。出访期间，临沂舰等在夏威夷附近海域进行了中美海上联合搜救演习，在澳大利亚塔斯曼海域进行了训练，最后访问了新西兰奥克兰港。
2013年10月28日，“临沂”号导弹护卫舰等出访美澳新三国返航中的北海舰队舰艇编队与“烟台”号导弹护卫舰等参加海军“机动-5号”返航中的北海舰队舰艇编队在西太平洋某海域展开了夜间实兵对抗演练。该次出访共历时76天，总航程19000余海里。临沂舰等于11月3日返抵青岛市某军港。
2014年4月23日，“临沂”号导弹护卫舰等与来自巴基斯坦、印度尼西亚、新加坡、印度、马来西亚、孟加拉国及文莱等8个国家的19艘舰艇参加了中国人民解放军海军成立日“海上合作-2014”多国海上联合演习，演习在青岛市附近海域进行。
2014年8月21日，“临沂”号导弹护卫舰、“盐城”号导弹护卫舰及“大同”号导弹护卫舰等组成海空编队在威海市刘公岛海域举行甲午战争120周年海上祭奠仪式，祭奠在战争中牺牲的北洋海军将士。
2014年12月2日，“临沂”号导弹护卫舰、“潍坊”号导弹护卫舰及“微山湖”号综合补给舰等组成解放军海军第十九批护航编队，从青岛市某军港解缆起航，赴亚丁湾、索马里海域接替第十八批护航编队执行护航任务。
2015年3月，因也门政变加剧，根据中央军事委员会和中央军委主席习近平命令，潍坊号和临沂号调往也门负责撤侨。2015年3月29日，临沂号承载第一批122名侨民到吉布提共和国吉布提港，两日后潍坊号承载第二批抵达，中国海军顺利完成撤侨任务。2015年4月1日，两舰恢复亚丁湾护航任务。
2015年5月11日，參加了中俄“海上联合-2015(1)”联合军事演习。

## 人员编制

### 历任领导
舰长
1. 高克 （？-2016年）[15]
2. 张广耀 （2016年-？）[16]

## 影視文化
- 2018年春節在中國大陸上映的電影《紅海行動》，但搭載H/PJ-11型11管30毫米舰炮這點與該艦現實配置的武器不同。